# I Still Have a Pony
I Still Have a Pony es el segundo álbum de comedia en vivo de Steven Wright. El título es un juego de palabras con el de su anterior álbum, I Have a Pony, lanzado 22 años antes. El álbum contiene el audio de su especial de comedia stand-up de Comedy Central, When the Leaves Blow Away . Wright afirma haber regresado con un nuevo álbum y un especial porque "la gente que está ahora en la universidad ni siquiera había nacido o tenía cinco años cuando hice mi último especial de HBO ".
Al igual que su predecesor, el álbum fue nominado al premio Grammy al Mejor Álbum de Comedia .

## Listado de pistas
1. "Cita" - 4:56
2. "Conocí a esta mujer" - 4:06
3. "La tienda" - 4:18
4. "Cámara" - 4:23
5. "La canción del gatito" - 1:08
6. "Gemelo" - 3:12
7. "Monopolio" - 3:33
8. "Autoestopista" - 3:15
9. "Planetario" - 2:49
10. "Mi abuelo" - 3:01
11. "Carritos de la compra" - 2:16
12. "La canción de los murmullos" - 2:02
13. "Canción de amigos míos" - 3:11